# Henryk Chajmowicz
Henryk Chajmowicz (wł. Henoch Chaimowicz) (ur. 1895 w Łodzi, zm. przed 1943) – polski rzeźbiarz pochodzenia żydowskiego. 

## Życiorys
Z zachowanych informacji wiadomo, że nie zdobył żadnego wykształcenia artystycznego. Zajmował się rzeźbą i metaloplastyką, wystawiał swoje prace na Wystawie Sztuki Żydowskiej w latach 1918 i 1921 w Łodzi. W roku 1925 jego prace uczestniczyły w wystawie zbiorowej artystów żydowskich, razem z nim wystawiali również Józef Mitler, Natan Szpigel i Izaak Lejzerowicz. W roku 1931 wystawił rzeźby razem z pracami Józefa Mitlera, rok później uczestniczył w LXIX wystawie Żydowskiego Towarzystwa Krzewienia Sztuk Pięknych. W roku 1934 miał wystawę indywidualną w lokalu WIZO (Women International Zionist Organisation) w Łodzi, zaś w roku 1939 uczestniczył w II Wystawie Instytutu Żydowskiego w Wilnie. Henryk Chajmowicz zaginął podczas II wojny światowej, jedynie osiem płaskorzeźb jego autorstwa, które przetrwały wojenną zawieruchę jest w posiadaniu Żydowskiego Instytutu Historycznego w Warszawie.